# Comerío
Comerío ist eine der 78 Gemeinden von Puerto Rico. Sie liegt im Zentrum von Puerto Rico. Sie wird als El Pueblo del Tabaco (Tabakstadt) tituliert, da der Tabakanbau lange Zeit die wirtschaftliche Lebensgrundlage der Gemeinde darstellte. Sie hatte 2019 eine Einwohnerzahl von 18.648 Personen.

## Geschichte
Comerío wurde am 12. Juni 1826 gegründet. Ursprünglich hieß sie Sabana del Palmar, wurde aber später in Comerío umbenannt, benannt nach einem lokalen Taíno-Kaziken (Häuptling) Comerio.
Im Jahr 1854 wurden fast 1000 Hektar (1000 cuerdas) Land landwirtschaftlich genutzt. Im Jahr 1894 gab es eine Zucker- und zwei Kaffeeplantagen (Haciendas) in Comerío. Im frühen 20. Jahrhundert hatten die Bewohner von Comerío einen kurzen, aber legendären Gebietskrieg mit den Bewohnern der Stadt Barranquitas.

## Gliederung
Die Gemeinde ist in neun Barrios aufgeteilt:
1. Cedrito
2. Cejas
3. Comerío barrio-pueblo
4. Doña Elena
5. Naranjo
6. Palomas
7. Piñas
8. Río Hondo
9. Vega Redonda